# Матчи сборной Москвы по футболу (1911)
Сезон 1911 года стал 5-м в истории сборной Москвы по футболу.
В нем сборная провела 3 официальных матча (товарищеские международные со сборной командой города Берлина) и 7 неофициальных.

## Классификация матчей
По установившейся в отечественной футбольной истории традиции официальными принято считать матчи первой сборной с эквивалентным по статусу соперником (сборные городов, а также регионов и республик); матчи с клубами Москвы и других городов составляют отдельную категорию матчей.
Международные матчи также разделяются на две категории: матчи с соперниками топ-уровня (в составах которых выступали футболисты, входящие в национальные сборные либо выступающие в чемпионатах (лигах) высшего соревновательного уровня своих стран — как профессионалы, так и любители) и (начиная с 1920-х годов) международные матчи с так называемыми «рабочими» командами (состоявшими, как правило, из любителей невысокого уровня).

## Статистика сезона
| 1911          |                              |     |
| Н (1)         | Москва (р) — Москва (а)      | 2:0 |
| Н (2)         | Москва (р) — Москва (а)      | 2:7 |
| МН 2          | Москва — Берлин              | 0:6 |
| МН 3          | Москва — Берлин              | 3:6 |
| МН 4          | Москва — Берлин              | 2:4 |
| Н (3)         | Москва — КС «Орехово»        | 3:1 |
| Н (4)         | Москва (II) — «Спорт» (СПб)  | 2:6 |
| Н (5)         | Москва — «Спорт» (СПб)       | 2:1 |
| Н (6)         | Москва — КС «Орехово»        | 6:5 |
| Н (7)         | «Замоскворецкий» КС — Москва | 1:1 |
| Итого         |                              |     |
| И В Н П М     |                              |     |
| 3 0 3 5−16    |                              |     |
| 7 4 1 2 18−21 |                              |     |

## Официальные матчи

### 8. Москва — Берлин (сборная[3]) — 0:6
Международный товарищеский матч 2 (отчет)
| Москва | 0:6 | Берлин                                                                   |
| ------ | --- | ------------------------------------------------------------------------ |
|        |     | - 9′ Мюллер - 15′ Дроц - 25′ (пен.) Лютценбергер - 48′ ? - 62′ 76′ Фойгт |

| Игрок                 | Клуб                | | Вышел на замену | Гол  |
| --------------------- | ------------------- | --------------------------------------------------------------------------------------------------- | --------------- | ---- |
| Ильин, Николай        | «Унион»             | Серебряный гол · Серебряный гол · Серебряный гол · Серебряный гол · Серебряный гол · Серебряный гол | 2               | (-6) |
|                       |                     | |                 |      |
| Мишин, Владимир       | КС «Орехово»        | | 3               |      |
| Иванов, Владимир      | «Сокольнический» КС | | 1               |      |
|                       |                     | |                 |      |
| Кынин, Николай        | КС «Орехово»        | | 2               |      |
| Виноградов, Владимир  | «Сокольнический» КС | | 4               |      |
| Филатов II, Сергей    | «Замоскворецкий» КС | | 3               |      |
|                       |                     | |                 |      |
| Смирнов, Михаил       | «Сокольнический» КС | | 1               |      |
| Серпинский, Виктор    | «Сокольнический» КС | | 3               |      |
| Скорлупкин, Александр | «Сокольнический» КС | | 5               |      |
| Филиппов, Александр   | КФ «Сокольники»     | | 2               | 3    |
| Филиппов, Михаил      | КФ «Сокольники»     | | 2               |      |

| Берлин       |           |
| ------------ | --------- |
| Шмидт        |           |
|              |           |
| Экснер       |           |
| Эгелинг      |           |
|              |           |
| Крюгер       |           |
| Лютценбергер | Гол       |
| Царгус       |           |
|              |           |
| Дроц         | Гол       |
| Баумгартнер  |           |
| Мюллер       | Гол       |
| Фойгт        | Гол · Гол |
| Шрайбер      |           |

|  |  |  |

### 9. Москва — Берлин (сборная) — 3:6
Международный товарищеский матч 3 (отчет)
| Москва                           | 3:6 | Берлин                                     |
| -------------------------------- | --- | ------------------------------------------ |
| - Ньюман 60′ 2:6′ - Уайтхед 3:6′ |     | - 16′ 21′ 75′ Фойгт - 35′ 70′ Дроц - 63′ ? |

| Игрок             | Клуб                | | Вышел на замену | Гол  |
| ----------------- | ------------------- | --------------------------------------------------------------------------------------------------- | --------------- | ---- |
| Роналдсон         | «Британский» КС     | Серебряный гол · Серебряный гол · Серебряный гол · Серебряный гол · Серебряный гол · Серебряный гол | 1               | (-6) |
|                   |                     | |                 |      |
| Даун, П.          | «Британский» КС     | | 1               |      |
| Болл              | «Британский» КС     | | 1               |      |
|                   |                     | |                 |      |
| Уэйвелл, Арчибалд | «Мамонтовка»        | | 1               |      |
| Трипп, Гилберт    | «Замоскворецкий» КС | | 4               |      |
| Эллисон, А.       | «Замоскворецкий» КС | | 2               |      |
|                   |                     | |                 |      |
| Уайтхед, Г.       | «Британский» КС     | Гол                                                                                                 | 2               | 1    |
| Ньюман, Гарри     | «Британский» КС     | Гол · Гол                                                                                           | 2               | 3    |
| Джонс, Томас      | «Британский» КС     | | 1               |      |
| Сандерс           | «Мамонтовка»        | | 1               |      |
| Томас, Эдвард     | КС «Орехово»        | | 1               |      |

| Берлин       |                 |
| ------------ | --------------- |
| Шмидт        |                 |
|              |                 |
| Экснер       |                 |
| Эгелинг      |                 |
|              |                 |
| Крюгер       |                 |
| Лютценбергер |                 |
| Царгус       |                 |
|              |                 |
| Дроц         | Гол · Гол       |
| Баумгартнер  |                 |
| Мюллер       |                 |
| Фойгт        | Гол · Гол · Гол |
| Шрайбер      |                 |

|  |

### 10. Москва — Берлин (сборная) — 2:4
Международный товарищеский матч 3 (отчет)
| Москва                     | 2:4 | Берлин                                                     |
| -------------------------- | --- | ---------------------------------------------------------- |
| - Ньюман 67′ - Т.Джонс 74′ |     | - 40′ (пен.) Лютценбергер - ~45′ Фойгт - 70′ Дроц - ~85′ ? |

| Игрок             | Клуб                |                                                                   | Вышел на замену | Гол   |
| ----------------- | ------------------- | ----------------------------------------------------------------- | --------------- | ----- |
| Ильин, Николай    | «Унион»             | Серебряный гол · Серебряный гол · Серебряный гол · Серебряный гол | 3               | (-10) |
|                   |                     |                                                                   |                 |       |
| Ромм, Михаил      | «Сокольнический» КС |                                                                   | 3               |       |
| Даун, П.          | «Британский» КС     |                                                                   | 2               |       |
|                   |                     |                                                                   |                 |       |
| Уэйвелл, Арчибалд | «Мамонтовка»        |                                                                   | 2               |       |
| Трипп, Гилберт    | «Замоскворецкий» КС |                                                                   | 5               |       |
| Эллисон, А.       | «Замоскворецкий» КС |                                                                   | 3               |       |
|                   |                     |                                                                   |                 |       |
| Уайтхед, Г.       | «Британский» КС     |                                                                   | 3               | 1     |
| Ньюман, Гарри     | «Британский» КС     | Гол                                                               | 3               | 4     |
| Джонс, Томас      | «Британский» КС     | Гол                                                               | 2               | 1     |
| Сандерс           | «Мамонтовка»        |                                                                   | 2               |       |
| Смирнов, Леонид   | «Сокольнический» КС |                                                                   | 1               |       |

| Берлин       |     |
| ------------ | --- |
| Шмидт        |     |
|              |     |
| Экснер       |     |
| Эгелинг      |     |
|              |     |
| Крюгер       |     |
| Лютценбергер | Гол |
| Царгус       |     |
|              |     |
| Дроц         | Гол |
| Баумгартнер  |     |
| Мюллер       | Гол |
| Фойгт        | Гол |
| Шрайбер      |     |

|  |  |

## Неофициальные матчи
1. Товарищеский матч
| Москва (русская) | 2:0 | Москва (английская) |
| ---------------- | --- | ------------------- |
|                  |     |                     |

| Москва: Н.Ильин («Унион») – В.Мишин (КСО), М.Ромм (СКС) – Н.Кынин (КСО), В.Иванов (СКС), С.Филатов-II (ЗКС) – М.Смирнов (СКС), В.Серпинский (СКС), А.Скорлупкин (СКС), А.Филиппов (КФС), М.Филиппов (КФС) Москва: В.Виноградов (СКС) – П.Даун (БКС), Болл (БКС) – Э.Чарнок (КСО), Трипп (ЗКС), А.Эллисон (ЗКС) – Сандерс («Мамонтовка»), Г.Уайтхэд (БКС), Г.Ньюман (БКС), Д.Ланн (БКС), Т.Джонс (БКС) |

2. Товарищеский матч
| Москва (русская) | 2:7 | Москва (английская) |
| ---------------- | --- | ------------------- |
|                  |     |                     |

3. Традиционный матч «чемпион — сборная турнира» Чемпионата Москвы 1910
| Москва                       | 3:1 | КС «Орехово»     |
| ---------------------------- | --- | ---------------- |
| - Ромм 4′ - Говард 2:0′ 3:0′ |     | - 3:1′ Томлинсон |

| Москва: Н.Ильин («Унион») - Ромм (СКС), Пампель (СКС) - Филатов-II (ЗКС), Трипп (ЗКС), Константинович (СКС) - А.Филиппов (КФС), М.Филиппов (КФС), Говард (ЗКС), В.Серпинский (СКС), Л.Смирнов («Унион») КС «Орехово»: Н.Макаров-I - Макаров-II, В.Мишин-I - А.Акимов, Маслов, Н.Кынин - Савинцев, Томлинсон, Кононов, Блинов, А.Мишин-II |

4. Турне команды «Спорт» Санкт-Петербург — победителя Кубка Апсдена (осеннего чемпиона города) 1910 года (матч со второй сборной)
| Москва (II) | 2:6 | «Спорт» Санкт-Петербург |
| ----------- | --- | ----------------------- |
|             |     | - (пен.) И.Егоров       |

| Москва: Фаворский (СКС) - В.Миндер («Унион»), Н.Савостьянов (КФС) - Калмыков («Унион»), В.Иванов (СКС), Пампель (СКС) - М.Смирнов (СКС), Л.Смирнов («Унион»), В.Сысоев (ЗКС), Говард (ЗКС), Томас (ЗКС) «Спорт» Санкт-Петербург: Нагорский - Марков, Поплескин - Кушель, Кожевников, Уверский - И.Егоров, П.Сорокин, Лапшин, Г.Никитин, Суворов |

5. Турне команды «Спорт» Санкт-Петербург (матч с первой сборной)
| Москва                    | 2:1 | «Спорт» Санкт-Петербург |
| ------------------------- | --- | ----------------------- |
| - А.Филиппов 20′ - ? 2:1′ |     | - 1:1′ И.Егоров         |

| Москва: Н.Ильин («Унион») - Ромм (СКС), А.Парфенов (СКС) - C.Филатов-II (ЗКС), Трипп (ЗКС), Эллисон (ЗКС) - А.Филиппов (КФС), С.Филиппов (КФС), Варенцов (КФС), Житарев (ЗКС), А.Евангулов (СКС) «Спорт» Санкт-Петербург: Нагорский - Марков, Поплескин - Кушель, Кожевников, Уверский - И.Егоров, П.Сорокин, Лапшин, Г.Никитин, Суворов |

6. Традиционный матч «чемпион — сборная турнира» Чемпионата Москвы 1911
| Москва                                                | 6:5 | КС «Орехово» |
| ----------------------------------------------------- | --- | ------------ |
| - Л.Смирнов ~5′ - Житарев - А.Филиппов 47′ - В.Сысоев |     |              |

| Москва: Н.Ильин («Унион») - Ромм (СКС), Римша (МКЛ) - Эллисон (ЗКС), Трипп (ЗКС) , Р.Казалет (ЗКС) - М.Смирнов (СКС), В.Сысоев (ЗКС), А.Филиппов (КФС), Житарев (ЗКС), Л.Смирнов («Унион») · КС «Орехово»: Н.Макаров-I - С.Маслов, В.Мишин-I - А.Акимов, Дж.Чарнок , Н.Кынин - Томлинсон, Дикин, В.Чарнок 65', Савинцев, А.Мишин-II |

7. Матч в помощь голодающим
| Москва | 1:1 | «Замоскворецкий» КС |
| ------ | --- | ------------------- |
|        |     |                     |

| Москва: Фаворский (СКС) – Ромм (СКС), П.Розанов («Мамонтовка») – Трипп («Унион»), Б.Зейдель («Унион»), Папмель (СКС) – М.Смирнов (СКС), Дальский («Унион»), Г.Никольский («Мамонтовка»), Ф.Розанов («Мамонтовка»), Л.Смирнов («Унион») «Замоскворецкий» КС: В.Виноградов – Эйдж, Б.Николаев – Воздвиженский, Р.Казалет, Филатов-II – Золкин, Житарев, Эллисон, Филатов-I, К.Казалет |

|  |  |

## Комментарии
1. ↑  Имеется в виду сборная сильнейшего состава без формальных ограничений — в отличие от второй, третьей и т. д. (дублёров), а также ведомственных (например, сборной профсоюзов или военного ведомства)
2. ↑  Регионы бывшей РСФСР — например, сборная Северного Кавказа; республики бывшего СССР — например, сборная Украинской ССР